# Saint-Sauveur-de-Cruzières
Saint-Sauveur-de-Cruzières település Franciaországban, Ardèche megyében. Lakosainak száma 566 fő (2022. január 1.). Saint-Sauveur-de-Cruzières Beaulieu, Bessas, Saint-André-de-Cruzières, Barjac, Saint-Brès, Saint-Jean-de-Maruéjols-et-Avéjan és Saint-Victor-de-Malcap községekkel határos.

## Népesség
A település népessége az elmúlt években az alábbi módon változott:
| Lakosok száma | 431  | 409  | 441  | 519  | 524  | 528  | 531  | 533  | 544  | 566  |
|               | 1968 | 1982 | 1990 | 2006 | 2013 | 2015 | 2017 | 2019 | 2020 | 2022 |